# Гайнц Мюллер
Гайнц Мюллер (нім. Heinz Müller, нар. 30 травня 1978, Франкфурт-на-Майні) — колишній німецький футболіст, воротар. Насамперед відомий виступами за німецький клуб «Ганновер 96» та англійський «Барнслі».

## Ігрова кар'єра
У дорослому футболі дебютував 1998 року виступами за команду клубу «Ганновер 96», в якій провів три сезони, взявши участь лише у 8 матчах чемпіонату. 
Згодом з 2001 по 2004 рік грав у складі команд німецьких клубів «Армінія» (Білефельд), «Санкт-Паулі» та «Ян» (Регенсбург), норвезького «Одд Гренланд». У жодній з цих команд не став основним голкіпером.
2005 року перейшов до норвезького «Ліллестрема», в якому нарешті отримав регулярну ігрову практику. За два роки, у 2007, приєднався до англійського «Барнслі», де став основним воротарем команди.
До складу клубу «Майнц 05» приєднався 2009 року. Всього встиг відіграти за клуб з Майнца 65 матчів в національному чемпіонаті, після чого у 2014 завершив кар'єру.